# Río Lerma
Le Río Lerma est le cours d'eau le plus long du Mexique avec une longueur d'environ 750 km. Il commence sur le plateau central du Mexique à une altitude d'environ 3 000 m, puis se jette dans le lac de Chapala situé à 1 500 m d'altitude, au sud de Guadalajara dans l'État du Jalisco.

## Géographie
Il est très utilisé dans l'agriculture pour l'irrigation et comme source d'énergie hydroélectrique. Il constitue également une importante source d'eau potable pour la ville de Guadalajara.
Mais il est aussi réputé pour sa pollution à cause de l'industrialisation pendant tout le XXe siècle. Récemment plusieurs programmes environnementaux ont été mis en place.